# Wanderley (Bahia)
Wanderley é um município brasileiro do estado da Bahia. Localiza-se a 163 km de Barreiras, a capital regional.  A cidade é conhecida por sua agricultura, especialmente na produção de grãos como soja e milho. Sua economia é também impulsionada pela pecuária e, em menor escala, pelo comércio local

Clima e Épocas
O clima em Wanderley é tipicamente semiárido, com uma estação chuvosa que vai de outubro a março e uma estação seca que dura o restante do ano. Durante a estação chuvosa, a paisagem se transforma, transformando o cerrado em uma paisagem verde e vibrante e contribuindo para a agricultura local. As temperaturas variam, mas geralmente são quentes, com verões intensos.
População
Wanderley, tem uma população de aproximadamente 12.968 habitantes (2022)